# Stephen Mwasika
Stephen Asangalwisye Mwasika (ur. 1 września 1987 w Mbeyi) – tanzański piłkarz występujący na pozycji lewego obrońcy.

## Kariera klubowa
Mwasika karierę rozpoczynał w 2007 roku w zespole Prisons SC. Grał tam przez rok. W 2008 roku odszedł do klubu Moro United FC. W 2010 roku przeszedł do klubu Young Africans SC. W 2011 i 2013 roku zdobył z nim dwa mistrzostwa Tanzanii. Następnie grał w takich klubach jak: Ruvu Shooting FC (2013-2015), Friend Rangers FC (2015-2017), KMC FC (2017-2018), Namungo FC (2018) i African Lyon FC (2019), w którym zakończył karierę.

## Kariera reprezentacyjna
W reprezentacji Tanzanii Mwasika zadebiutował w 2007 roku. Do 2012 roku rozegrał w niej 18 meczów.